# جائزة كوهن
كانت جائزة كوهن من جائزة مقدمة من الجمعية الملكية منذ عام 2005 للعلماء المبتدئين الذين حققوا تأثيرًا ثقافيًا كبيرًا من خلال البث أو الخطاب العام. تم تمويلها من قبل مؤسسة Kohn (التي أنشأها رالف كوهن ) وتتألف من منحة قدرها 7500 جنيه إسترليني لأنشطة التواصل العلمي وهدية قدرها 2500 جنيه إسترليني. 

## الفائزون السابقون
- 2013 بيتر فوكوسيك
- 2012 سوزانا ليشمان
- 2011 كريستوفر لينتوت
- 2010 لم تمنح
- 2009 لوسي جرين
- 2008 كريس سميث
- 2007 كارولين ستيفنز
- 2006 كاثي سايكس
- 2005 كولين بولهام